# Los Pinos, San Luis Potosí
Los Pinos är en ort i Mexiko.   Den ligger i kommunen Huehuetlán och delstaten San Luis Potosí, i den centrala delen av landet, 240 km norr om huvudstaden Mexico City. Los Pinos ligger 106 meter över havet och antalet invånare är 260.
Terrängen runt Los Pinos är kuperad åt nordost, men åt sydväst är den bergig. Los Pinos ligger nere i en dal. Runt Los Pinos är det ganska tätbefolkat, med 207 invånare per kvadratkilometer. Närmaste större samhälle är Villa Terrazas, 19,2 km sydost om Los Pinos. I omgivningarna runt Los Pinos växer huvudsakligen savannskog.